# Ipswich (Massachusetts)
Pour les articles homonymes, voir Ipswich (homonymie).
Ipswich est une ville des États-Unis, dans le comté d'Essex, Massachusetts, fondée en 1633. Son nom est choisi par référence à la ville du même nom dans le comté de Suffolk en Angleterre par les notables qui l'ont fondée.
La ville s'étend sur 109,1 km2, comprenant 24,8 km2 d'eau (22,69 % de la surface totale).
Au dernier recensement de 2000, la ville compte 12 987 personnes, 5 290 foyers et 3 459 familles. La densité de population s'éleve à 683,1 hab./km2. 

## Patrimoine culturel

### Lieux et monuments
- Castle Hill, maison et domaine historique construits entre 1925 et 1927
- Phares d'Ipswich situés sur la zone préservée Crane Beach

### Cinéma
La ville a servi de décors, notamment County et Green Streets, pour le long métrage Sorry, Baby de Eva Victor sorti en 2025. On aperçoit la première église de la commune dans une des séquences du film.

## Personnalités liées à Ipswich
- John Winthrop (1606-1676), un des principaux pères fondateurs de la commune en 1633
- Nathan Dane (1752-1835), juriste et homme d’État américain né dans la commune
- Arthur Wesley Dow (1857-1922), peintre, graveur, photographe et éducateur, né dans la commune
- Charles E. Bohlen (1904-1974), expert de l'Union soviétique et diplomate américain
- Donald Whiston (1927-2020), joueur de hockey sur glace décédé dans la commune
- James McLane (1930-2020), nageur décédé dans la commune
- John Updike (1932-2009), écrivain et romancier habitant de la commune en 1957

### Essais et biographies
- (en-US) Thomas Franklin Waters et Robert C. Winthrop, A sketch of the life of John Winthrop, the younger, founder of Ipswich, Massachusetts, in 1633, Cambridge, Massachusetts, Ipswich Historical Society, 1899, 112 p. (OCLC 49319774, lire en ligne),